# Basisbeweging Nederland
De Basisbeweging van Kritische Groepen en Gemeenten in Nederland (BBN) is van oorsprong een bundeling van oecumenische en maatschappelijk geëngageerde geloofsgroeperingen, staande in de joods-christelijke traditie. De bundeling werd geformaliseerd in 1978, toen zich circa 90 van de 110 plaatselijke groepen in een los-vast verband verenigden in de BBN.

## Ontstaan en ontwikkeling
De plaatselijke basisgroepen ontstonden bijna alle in de jaren 60 en 70. Een deel van hen ontstond binnen een kerkelijke gemeente of parochie om het aan de orde stellen van maatschappelijke vragen binnen de geloofsgemeenschap te stimuleren. Bij de leden van de basisgroepen was de inzet voor een ‘geloof met handen en voeten, ook doordeweeks’, evenals de inzet voor de oecumenische samenwerking op lokaal niveau, groot. Men stelde zich vrij en onafhankelijk op tegenover kerkelijke structuren, rituelen en regels. Niettemin waren en zijn er veel dominees, priesters en theologen betrokken bij de basisgroepen. In de ‘vieringen’ (diensten) is het onderscheid tussen leken en voorgangers vrijwel komen te vervallen.
Aangezien enerzijds de Basisbeweging er niet in slaagde haar idealen op een volgende generatie over te dragen en anderzijds veel  kerken geleidelijk aan vernieuwingen van haar overnamen, trad er in de loop van de jaren tachtig een onmiskenbare vergrijzing op. In 1988 telde de BBN nog 60 groepen, in 2010 nog 15.
In een statutenwijziging in 2002 is de officiële benaming van de BBN gewijzigd in ‘Basisbeweging van kritische mensen, al of niet verenigd in plaatselijke of regionale groepen of gemeenten in Nederland.’
De doelstelling van de vereniging werd herschreven als het bevorderen van samenwerking tussen niet alleen bij de BBN betrokken groepen, maar ook individuen die streven naar een zodanige verandering van kerk en maatschappij dat gerechtigheid, vrede en heelheid van de schepping gediend zouden worden.

## Raad van Kerken
Van een lidmaatschap, waarvoor de Raad van Kerken in Nederland de BBN kort na haar oprichting uitnodigde, is het nooit gekomen. Wel werd een permanent waarnemerschap in de Raad aanvaard. De basisbeweging ziet zich als waarnemer in de dubbele betekenis: als waarnemer namens de basis van de ‘Kerk’ en tegelijk als ‘ziener’ van wat zich op het reguliere kerkelijk erf voltrekt.

## Aangesloten groepen (2010)
- Basisgroep Drachten
- Basisgroep Emmen
- Oecumenische Basisgemeente Leeuwarden; in de Waalse kerk aldaar
- Basisgroep Salland
- De Werkplaats, Zwolle
- Dominicusgemeente, Amsterdam; in de Dominicuskerk aldaar
- Eikske, Schaesberg
- Ekklesia Den Haag
- Kritische Gemeente IJmond
- Basisgemeente Ommelanden
- Oecumenische basisgemeente Apeldoorn
- Oecumenische basisgemeente De Duif, Amsterdam
- Oecumenische basisgemeente Maastricht
- Zaanstad Ecclesia
- ’t Sticht, Utrecht